# Yannick Yankam
Yannick Yankam (Qormi, 12 dicembre 1997) è un calciatore maltese, centrocampista del Valletta e della nazionale maltese.

## Biografia
È nato a Malta, da padre camerunese e madre maltese.

## Caratteristiche tecniche
È un trequartista.

## Carriera

### Club
Inizia a giocare a calcio nelle giovanili del Qormi, che nel 2015 lo aggrega alla prima squadra.
Il 5 luglio 2019 firma un contratto quinquennale con il Birkirkara. L'8 luglio 2021 esordisce nelle competizioni europee in Birkirkara-La Fiorita (1-0), incontro preliminare valido per l'accesso alla fase a gironi di UEFA Europa Conference League, segnando la rete che consente ai maltesi di vincere l'incontro.
L'8 gennaio 2024 firma un biennale con il Lexington, nella terza terza divisione statunitense.

### Nazionale
Esordisce in nazionale il 23 marzo 2023 in Macedonia del Nord-Malta (2-1), gara valida per le qualificazione agli Europei 2024, subentrando al 77' al posto di Bjorn Kristensen e segnando negli ultimi minuti la rete che accorcia le distanze.

## Statistiche

### Presenze e reti nei club
Statistiche aggiornate al 20 ottobre 2024.
| Stagione          | Squadra           | Campionato        | Campionato | Campionato | Coppe nazionali | Coppe nazionali | Coppe nazionali | Coppe continentali | Coppe continentali | Coppe continentali | Altre coppe | Altre coppe | Altre coppe | Totale | Totale | Totale |
| Stagione          | Squadra           | Comp              | Pres       | Reti       | Comp            | Pres            | Reti            | Comp               | Pres               | Reti               | Comp        | Pres        | Reti        | Pres   | Reti   |        |
| ----------------- | ----------------- | ----------------- | ---------- | ---------- | --------------- | --------------- | --------------- | ------------------ | ------------------ | ------------------ | ----------- | ----------- | ----------- | ------ | ------ | ------ |
| 2015-2016         | Qormi             | PL                | 20         | 2          | CM              | 2               | 0               | -                  | -                  | -                  | -           | -           | -           | 22     | 0      |        |
| 2016-2017         | Qormi             | 1D                | 18+1       | 2          | CM              | 1               | 0               | -                  | -                  | -                  | -           | -           | -           | 20     | 2      |        |
| 2017-2018         | Qormi             | 1D                | 24         | 3          | CM              | 1               | 0               | -                  | -                  | -                  | -           | -           | -           | 25     | 3      |        |
| 2018-2019         | Qormi             | PL                | 26         | 4          | CM              | 1               | 0               | -                  | -                  | -                  | -           | -           | -           | 27     | 4      |        |
| Totale Qormi      | Totale Qormi      | Totale Qormi      | 89         | 9          |                 | 5               | 0               |                    | -                  | -                  |             | -           | -           | 94     | 9      |        |
| 2019-2020         | Birkirkara        | PL                | 11         | 1          | CM              | 3               | 0               | -                  | -                  | -                  | -           | -           | -           | 14     | 1      |        |
| 2020-2021         | Birkirkara        | PL                | 22         | 3          | CM              | 2               | 1               | -                  | -                  | -                  | -           | -           | -           | 24     | 4      |        |
| 2021-2022         | Birkirkara        | PL                | 17+4       | 0          | CM              | 1               | 1               | UECL               | 4                  | 1                  | -           | -           | -           | 26     | 2      |        |
| 2022-2023         | Birkirkara        | PL                | 25         | 5          | CM              | 5               | 2               | -                  | -                  | -                  | -           | -           | -           | 30     | 7      |        |
| 2023-gen. 2024    | Birkirkara        | PL                | 11         | 1          | CM              | 0               | 0               | UECL               | 2                  | 1                  | SM          | 1           | 0           | 14     | 2      |        |
| Totale Birkirkara | Totale Birkirkara | Totale Birkirkara | 90         | 10         |                 | 11              | 4               |                    | 6                  | 2                  |             | 1           | 0           | 108    | 16     |        |
| 2024              | Lexington         | USL 1             | 17         | 2          | USOC            | 3               | 0               | -                  | -                  | -                  | -           | -           | -           | 20     | 2      |        |
| Totale carriera   | Totale carriera   | Totale carriera   | 196        | 21         |                 | 19              | 4               |                    | 6                  | 2                  |             | 1           | 0           | 222    | 27     |        |

### Cronologia presenze e reti in nazionale
| Cronologia completa delle presenze e delle reti in nazionale ― Malta | Cronologia completa delle presenze e delle reti in nazionale ― Malta | Cronologia completa delle presenze e delle reti in nazionale ― Malta | Cronologia completa delle presenze e delle reti in nazionale ― Malta | Cronologia completa delle presenze e delle reti in nazionale ― Malta | Cronologia completa delle presenze e delle reti in nazionale ― Malta | Cronologia completa delle presenze e delle reti in nazionale ― Malta | Cronologia completa delle presenze e delle reti in nazionale ― Malta |
| Data                                                                 | Città                                                                | In casa                                                              | Risultato                                                            | Ospiti                                                               | Competizione                                                         | Reti                                                                 | Note                                                                 |
| -------------------------------------------------------------------- | -------------------------------------------------------------------- | -------------------------------------------------------------------- | -------------------------------------------------------------------- | -------------------------------------------------------------------- | -------------------------------------------------------------------- | -------------------------------------------------------------------- | -------------------------------------------------------------------- |
| 23-3-2023                                                            | Skopje                                                               | Macedonia del Nord                                                   | 2 – 1                                                                | Malta                                                                | Qual. Euro 2024                                                      | 1                                                                    | 77’                                                                  |
| 26-3-2023                                                            | Ta' Qali                                                             | Malta                                                                | 0 – 2                                                                | Italia                                                               | Qual. Euro 2024                                                      | -                                                                    |                                                                      |
| 9-6-2023                                                             | Lussemburgo                                                          | Lussemburgo                                                          | 0 – 1                                                                | Malta                                                                | Amichevole                                                           | -                                                                    |                                                                      |
| 16-6-2023                                                            | Ta' Qali                                                             | Malta                                                                | 0 – 4                                                                | Inghilterra                                                          | Qual. Euro 2024                                                      | -                                                                    | 46’                                                                  |
| 19-6-2023                                                            | Trnava                                                               | Ucraina                                                              | 1 – 0                                                                | Malta                                                                | Qual. Euro 2024                                                      | -                                                                    |                                                                      |
| 6-9-2023                                                             | Ta' Qali                                                             | Malta                                                                | 1 – 0                                                                | Gibilterra                                                           | Amichevole                                                           | -                                                                    | 76’                                                                  |
| 12-9-2023                                                            | Ta' Qali                                                             | Malta                                                                | 0 – 2                                                                | Macedonia del Nord                                                   | Qual. Euro 2024                                                      | -                                                                    | 46’                                                                  |
| 14-10-2023                                                           | Bari                                                                 | Italia                                                               | 4 – 0                                                                | Malta                                                                | Qual. Euro 2024                                                      | -                                                                    | 53’ 84’                                                              |
| 17-10-2023                                                           | Ta' Qali                                                             | Malta                                                                | 1 – 3                                                                | Ucraina                                                              | Qual. Euro 2024                                                      | -                                                                    | 86’                                                                  |
| 17-11-2023                                                           | Londra                                                               | Inghilterra                                                          | 2 – 0                                                                | Malta                                                                | Qual. Euro 2024                                                      | -                                                                    |                                                                      |
| 21-3-2024                                                            | Ta' Qali                                                             | Malta                                                                | 2 – 2                                                                | Slovenia                                                             | Amichevole                                                           | -                                                                    |                                                                      |
| 26-3-2024                                                            | Ta' Qali                                                             | Malta                                                                | 0 – 0                                                                | Bielorussia                                                          | Amichevole                                                           | -                                                                    | 46’                                                                  |
| 7-9-2024                                                             | Chișinău                                                             | Moldavia                                                             | 2 – 0                                                                | Malta                                                                | UEFA Nations League 2024-2025 - 1º turno                             | -                                                                    | 46’                                                                  |
| 10-9-2024                                                            | Andorra la Vella                                                     | Andorra                                                              | 0 – 1                                                                | Malta                                                                | UEFA Nations League 2024-2025 - 1º turno                             | -                                                                    | 90+4’                                                                |
| Totale                                                               |                                                                      | Presenze                                                             | 14                                                                   |                                                                      | Reti                                                                 | 1                                                                    |                                                                      |

## Palmarès

### Club

#### Competizioni nazionali
- First Division: 1

Qormi: 2017-2018
- Coppa di Malta: 1

Birkirkara: 2022-2023